# Villa Minozzo
Villa Minozzo là một đô thị ở tỉnh Reggio Emilia trong vùng Emilia-Romagna, có vị trí cách khoảng 70 km về phía tây của Bologna và khoảng 40 km về phía tây nam của Reggio Emilia. Tại thời điểm 31 tháng 12 năm 2004, đô thị này có dân số 4.101 và diện tích 167.9 km².
Đô thị Villa Minozzo có các frazioni (các đơn vị cấp dưới, chủ yếu là các làng) Asta, Carniana, Carù, Cerrè Sologno, Cervarolo, Civago, Costabona, Febbio, Gazzano, Gova, Minozzo, Morsiano, Novellano, Poiano, Santonio, Secchio, and Sologno.
Villa Minozzo giáp các đô thị: Busana, Carpineti, Castelnovo ne' Monti, Castiglione di Garfagnana, Frassinoro, Ligonchio, Montefiorino, Sillano, Toano, Villa Collemandina.